# Tmesisternus pseudintricatus
Tmesisternus pseudintricatus là một loài bọ cánh cứng trong họ Cerambycidae.